# Élections législatives de 1906 dans le Gers
Les élections législatives dans le Gers, ont lieu les dimanches 6 mai 1906 et 20 mai 1906.
Elles ont pour but d'élire les 5 députés représentant le département à la Chambre des députés pour un mandat de quatre années.

## Mode de scrutin
L'élection se fait au scrutin d'arrondissement, soit un mode uninominal majoritaire à deux tours.
La circonscription pour l'élection est l'arrondissement.
Le scrutin est individuel, chaque arrondissement élisant un député.
Les arrondissements qui ont plus de cent mille habitants sont divisés. Dans ce cas on élit un député par circonscription électorale.
L'article 18 précise qu'il faut réunir pour être élu au premier tour :
1. La majorité absolue des suffrages exprimés ;
2. Un nombre de suffrages égal au quart des électeurs inscrits.

Au deuxième tour la majorité relative suffit. En cas d'égalité c'est le plus âgé qui est élu.

## Résultats par arrondissement
- Les résultats viennent de la vérification des pouvoirs effectuée par la Chambre des députés, consignés dans le Journal Officiel, Débats parlementaires[1].

### Arrondissement d'Auch
- La circonscription regroupe tous les cantons de l'arrondissement, au centre du département.

- Jules Delahaye (Conservateur-Nationaliste), est un ancien député (1890-1893) du Maine-et-Loire.

|                | Paul Decker-David * | Rad-soc                   | 7 797  | 54,89  |  |  |
|                | Jules Delahaye      | Conservateur-Nationaliste | 5 896  | 41,51  |  |  |
|                | Dumeste             |                           | 465    | 3,27   |  |  |
|                | Lavergne            |                           | 15     | 0,11   |  |  |
|                | Justrabo            |                           | 13     | 0,09   |  |  |
|                |                     |                           |        |        |  |  |
| Inscrits       | Inscrits            | Inscrits                  | 18 104 | 100,00 |  |  |
| Votants        | Votants             | Votants                   | 14 391 | 79,49  |  |  |
| Blancs et nuls | Blancs et nuls      | Blancs et nuls            | 186    | 1,29   |  |  |
| Exprimés       | Exprimés            | Exprimés                  | 14 205 | 98,71  |  |  |

*sortant

### Arrondissement de Condom
- La circonscription regroupe tous les cantons de l'arrondissement, au nord-ouest du département.

|                | Joseph Lasies *  | Plébicitaire-Nationaliste | 8 471  | 50,91  |  |  |
|                | Joseph Masclanis | Rad ind                   | 7 505  | 45,11  |  |  |
|                | Lafitan          | Rad-soc                   | 462    | 2,78   |  |  |
|                | Lacouture        | Soc ind                   | 185    | 1,11   |  |  |
|                |                  |                           |        |        |  |  |
| Inscrits       | Inscrits         | Inscrits                  | 20 959 | 100,00 |  |  |
| Votants        | Votants          | Votants                   | 16 768 | 80,00  |  |  |
| Blancs et nuls | Blancs et nuls   | Blancs et nuls            | 130    | 0,78   |  |  |
| Exprimés       | Exprimés         | Exprimés                  | 16 638 | 99,22  |  |  |

*sortant

### Arrondissement de Lectoure
- La circonscription regroupe tous les cantons de l'arrondissement, au nord-est du département.

|                | Thierry Cazes * | Rad-soc              | 5 692  | 53,90  |  |  |
|                | Charles Fortin  | Libéral-Progressiste | 4 408  | 41,74  |  |  |
|                | Théodore Dupuy  | SFIO                 | 440    | 4,17   |  |  |
|                |                 |                      |        |        |  |  |
| Inscrits       | Inscrits        | Inscrits             | 13 320 | 100,00 |  |  |
| Votants        | Votants         | Votants              | 10 720 | 80,48  |  |  |
| Blancs et nuls | Blancs et nuls  | Blancs et nuls       | 159    | 1,48   |  |  |
| Exprimés       | Exprimés        | Exprimés             | 10 561 | 98,52  |  |  |

*sortant

### Arrondissement de Lombez
- La circonscription regroupe tous les cantons de l'arrondissement, au sud-est du département.

|                | Odon de Pins * | Plébicitaire-Nationaliste | 5 314  | 56,23  |  |  |
|                | André Delieux  | Rad ind                   | 2 471  | 26,15  |  |  |
|                | Saint-Martin   | Rad-soc                   | 1 642  | 17,38  |  |  |
|                |                |                           |        |        |  |  |
| Inscrits       | Inscrits       | Inscrits                  | 11 453 | 100,00 |  |  |
| Votants        | Votants        | Votants                   | 9 545  | 83,34  |  |  |
| Blancs et nuls | Blancs et nuls | Blancs et nuls            | 95     | 0,83   |  |  |
| Exprimés       | Exprimés       | Exprimés                  | 9 450  | 99,17  |  |  |

*sortant

### Arrondissement de Mirande
- La circonscription regroupe tous les cantons de l'arrondissement, au sud-ouest du département.

|                | Joseph Noulens *         | Rad ind                   | 9 141  | 50,25  |  |  |
|                | Paul-Julien de Cassagnac | Plébicitaire-Nationaliste | 8 914  | 49,00  |  |  |
|                | Contillon                |                           | 9      | 0,05   |  |  |
|                |                          |                           |        |        |  |  |
| Inscrits       | Inscrits                 | Inscrits                  | 21 828 | 100,00 |  |  |
| Votants        | Votants                  | Votants                   | 18 405 | 84,32  |  |  |
| Blancs et nuls | Blancs et nuls           | Blancs et nuls            | 213    | 1,16   |  |  |
| Exprimés       | Exprimés                 | Exprimés                  | 18 192 | 98,84  |  |  |

*sortant